# Dionisio Dolfin

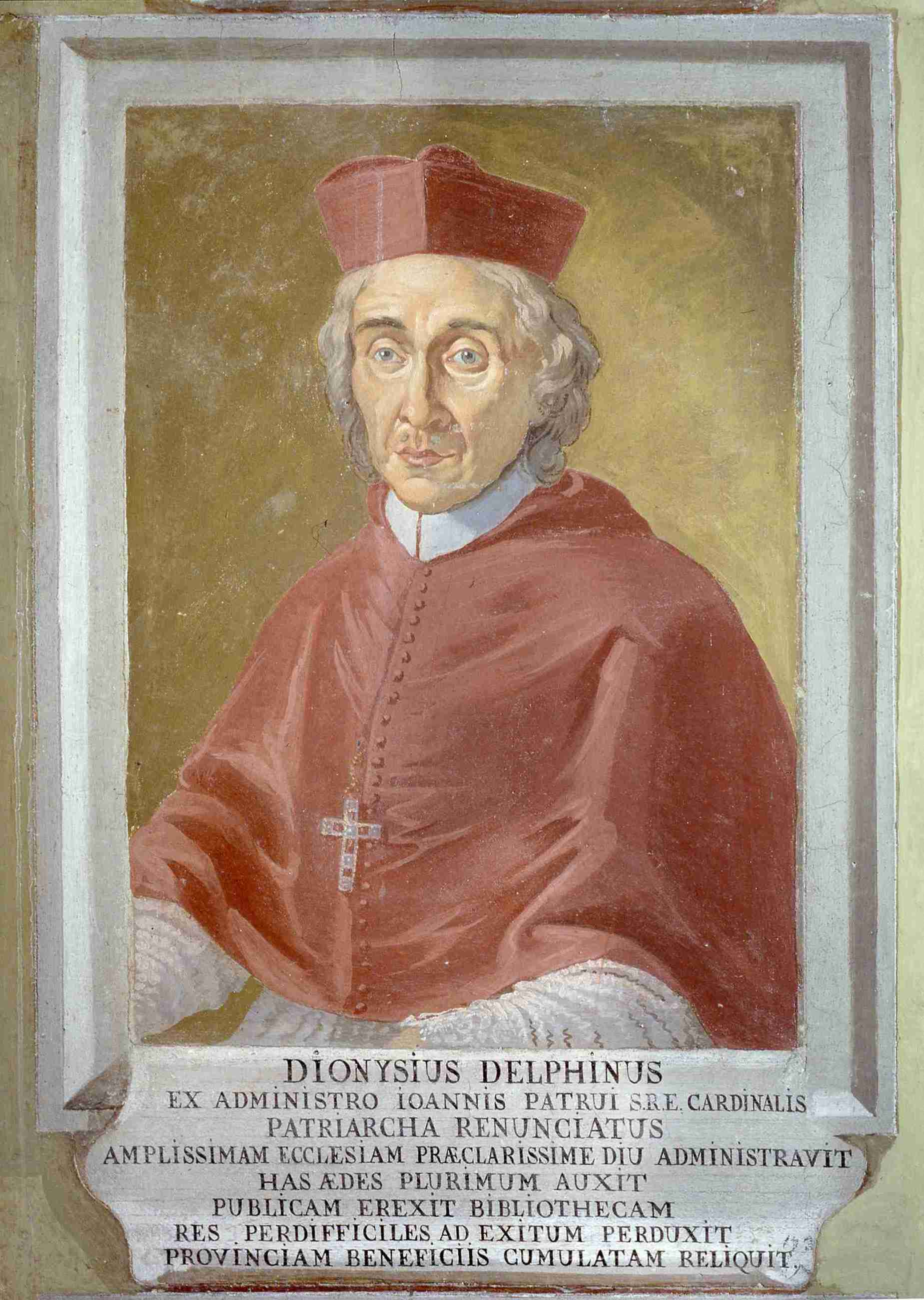

Wappen

Dionisio Dolfin (* 1663 in Venedig; † 13. August 1734 in San Vito al Tagliamento) war ein italienischer Geistlicher.

## Leben
Dolfin war Neffe des Patriarch von Aquileia, Giovanni Dolfin.
Er studierte bei den Jesuiten in Venedig und hielt sich längere Zeit in Paris auf.
Am 8. Februar 1698 ernannte Papst Innozenz XII. ihn zu dessen Koadjutor und Titularbischof von Lorea. Am 4. Mai 1698 weihte Kardinal Giorgio Cornaro ihn zum Bischof. Mitkonsekratoren waren Gregorio Giuseppe Gaetani de Aragonia, Titularpatriarch von Alexandria, und Francesco Pannocchieschi d’Elci, Erzbischof von Pisa. Nach dem Tod von Giovanni Dolfin am 20. Juli 1699 folgte er als Patriarch von Aquileia nach.
In seiner Regierungszeit ließ er den Palazzo Patriarcale renovieren und mit Fresken von Giovanni Battista Tiepolo ausstatten. 1711 ließ er eine öffentliche Bibliothek errichten. 1731 gründete er die Akademie der Wissenschaften in Udine.
Im Jahr 1703 genehmigte er die Verfassungen des Patriarchats von Aquileia, die die Verwendung der furlanischen Sprache sowohl für die Predigt als auch für die Vermittlung der christlichen Lehre vorsahen. Er ist in der Kirche Sant’Antonio Abate in Udine begraben.